# Ermont
Ermont je město v severní části metropolitní oblasti Paříže ve Francii v departmentu Val-d'Oise a regionu Île-de-France. Od centra Paříže je vzdálené 17,2 km.

## Geografie
Sousední obce: Eaubonne, Sannois, Franconville, Le Plessis-Bouchard, Saint-Leu-la-Forêt a Saint-Prix.

## Osobnosti města
- Pierre Fresnay (1897–1975), herec
- Anita Conti (1899–1997), oceánografka a fotografka
- Pierre Leyris (1907–2001), překladatel
- Colette Renardová (1924–2010), herečka
- Alice Taglioniová (* 1976), herečka

## Partnerská města
- Adria, Itálie
- Banbury, Velká Británie
- Lampertheim, Německo
- Loja, Španělsko
- Maldegem, Belgie
- Wierden, Nizozemsko